# Heinz Schmitt (Politiker, 1951)
Heinz Schmitt (* 15. Oktober 1951 in Karlsruhe) ist ein deutscher Politiker (SPD).

## Leben und Beruf
Heinz Schmitt ist als zweites von drei Kindern in Berg (Pfalz) aufgewachsen. Sein Vater war Betriebs-Elektriker bei Siemens in Karlsruhe. Schmitt besuchte das Otto-Hahn-Gymnasium in Landau. Er studierte Wirtschaftsingenieurwesen an der Fachhochschule Karlsruhe. Nach dem Studienabschluss (Diplom-Wirtschaftsingenieur) war er in der Produktionsplanung und der Fertigungssteuerung einer Halbleiterfabrik tätig.
Heinz Schmitt lebt in Landau in der Pfalz, ist seit 1980 verheiratet und hat zwei Töchter.

## Partei
Schmitt trat 1969 in die SPD ein. Seine politische Laufbahn begann Heinz Schmitt als Kommunalpolitiker im Gemeinderat Berg und im Rat der Verbandsgemeinde Hagenbach. Von 1994 bis 2010 war Heinz Schmitt Vorsitzender des SPD-Unterbezirks Südpfalz, von 1994 bis 2009 war er Mitglied des Deutschen Bundestages. Seit Mai 2014 ist er Mitglied des Stadtrats von Landau in der Pfalz.

## Abgeordneter
Wahlkreis
Heinz Schmitt war bei den Bundestagswahlen 1994 bis 2009 Direktkandidat der SPD für den Wahlkreis Südpfalz, der die Landkreise Germersheim und Südliche Weinstraße und die Stadt Landau in der Pfalz umfasst. Da er die Direktwahl nicht gewann, zog Schmitt 1994, 1998, 2002 und 2005 über die Landesliste Rheinland-Pfalz in den Bundestag ein. Mit Listenplatz 11 gelang dies bei der Bundestagswahl 2009 nicht.
Bundestag
- Mitglied im Ausschuss für Bildung, Forschung und Technikfolgenabschätzung
- Mitglied im Ausschuss für Umwelt, Naturschutz und Reaktorsicherheit
- Stellvertretendes Mitglied im Ausschuss für Ernährung, Landwirtschaft und Verbraucherschutz
- Stellvertretender Sprecher der Arbeitsgruppe Umwelt der SPD-Fraktion im Bundestag (Arbeitsschwerpunkte: Biodiversität, Chemiepolitik, Meerespolitik)
- Mitglied der Arbeitsgruppe Kommunalpolitik der SPD-Fraktion im Bundestag
- Mitglied der Parlamentarischen Linken
- Mitglied der deutsch-französischen Parlamentariergruppe
- Mitglied der deutsch-brasilianischen Parlamentariergruppe

Darüber hinaus ist Schmitt Mitglied im Stiftungsrat „Deutsche Stiftung Friedensforschung“ (DSF).